# Blawi
Blawi is een bestuurslaag in het regentschap Lamongan van de provincie Oost-Java, Indonesië. Blawi telt 2779 inwoners (volkstelling 2010).